# Eugen G. Leuze Verlag
Der Eugen G. Leuze Verlag geht auf Eugen Georg Leuze (* 8. August 1874 in Reutlingen, † 3. April 1946 in Leipzig) zurück, der ihn zunächst für die Fachzeitschrift „Galvanotechnik“ 1902 in Leipzig gründete.

## Geschichte
Der Firmengründer Eugen G. Leuze verlegte seit dem Jahre 1902 seine neugegründete Fachzeitschrift "Galvanotechnik" in der damals bedeutenden Buchstadt Leipzig. Diese Zeitschrift ist somit die traditionsreichste und älteste Publikation im Fachbereich "Galvanotechnik". Am 4. Dezember 1943 wurde das Firmengebäude durch einen Bombentreffer völlig zerstört. Die Zeitschrift „Galvanotechnik“ erschien noch bis zum Kriegsende weiter, musste aber 1946 vorläufig eingestellt werden.
Heinz Leuze, Sohn von Eugen Georg und seiner Frau Steffi, nahm im November 1952 in Bad Saulgau die Verlagsgeschäfte wieder auf und führte sie bis zu seinem plötzlichen Tod am 9. November 1983. Sein Schwiegersohn Kurt Reichert und seine beiden Töchter Sylvia und Inge übernahmen und führten den Verlag bis 2008 fort.
Am 23. Oktober 2008 verstarb Kurt Reichert. Seitdem führt Sylvia Leuze-Reichert den Verlag allein weiter.
Seit 2023 ist Klaus Decker gemeinsam mit Sylvia Leuze-Reichert als Geschäftsführer verantwortlich.

## Publikationen

### Zeitschriften
Die Zeitschrift „Galvanotechnik“ hat  eine Verbreitung von ca. 3000 Exemplaren und erscheint monatlich in 53 Ländern.
Die Zeitschrift „PLUS Produktion von Leiterplatten und Systemen“ erscheint monatlich seit 1999.
Zu beiden Zeitschriften gibt es ein umfangreiches Artikelarchiv. Das Archiv der Galvanotechnik umfasst (Stand Juli 2024) über 22 000 Fachartikel, die bis in das Jahr 1933 zurückreichen.

### Fachbücher und Jahrbuch
Der Verlag hat  etwa 150 technische Fachbücher herausgegeben. Darunter sind u. a. folgende Reihen: "Schriftenreihe", "Lehrbuchreihe", "Fachbücher Elektronikfertigung" und "Engineering Coatings".
Das Jahrbuch Oberflächentechnik ist zuletzt 2024 mit Band 80 erschienen und erscheint jedes Jahr neu.

### Branchenführer
Zur Galvanotechnik und zur Elektronik-Fertigung erscheinen jährlich ein Branchenführer, der auch online einsehbar ist.

### Galvanotechnik for you
Seit November 2018 erscheint, zunächst monatlich, seit 2019 vierteljährlich, ein Sonderheft für Auszubildende mit dem Namen „Galvanotechnik for you“ als kostenlose Beilage der Zeitschrift „Galvanotechnik“. Ziel der Zeitschrift ist die Nachwuchsförderung und eine bessere Vermittlung von Grundlagen in den Bereichen Chemie, Physik, Mathematik und Elektronik.
Im August 2019 ging die gleichnamige Plattform online. Der Gedanke der Nachwuchsförderung wurde zu einer Plattform für Onlinekurse weiterentwickelt. Neben den Kursen stehen ein Forum, ein Lexikon und ein „Galvano-Rechner“ zur Verfügung.

## Preise

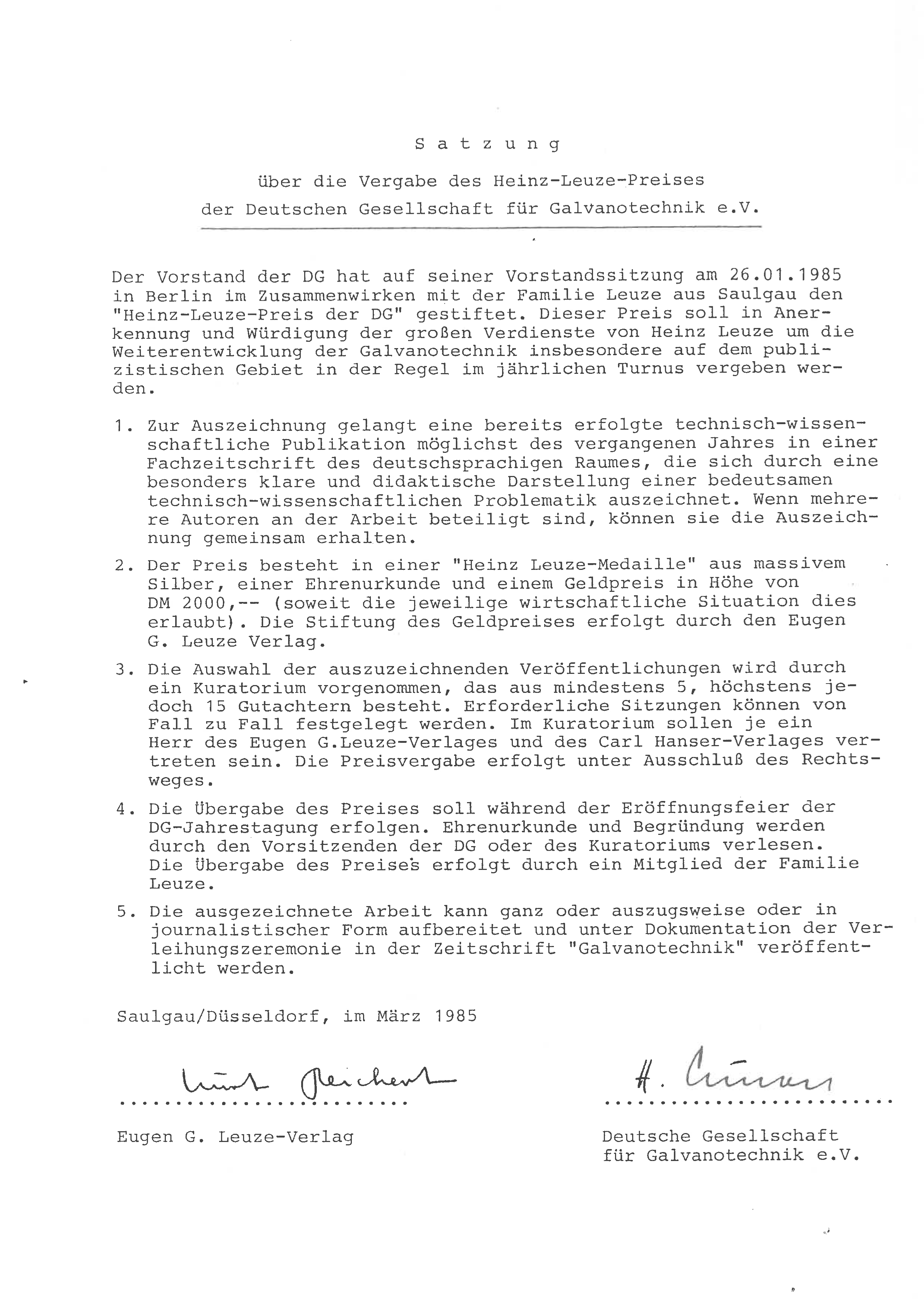
Gründungsurkunde Heinz-Leuze-Preis

- Unter den acht Herren, die 1971 die in diesem Jahr erstmals vergebene DGO-Plakette der „DGO Deutsche Gesellschaft für Galvano- und Oberflächentechnik e. V.“ verliehen bekamen, ist auch Heinz Leuze.[3]

- Die „DGO Deutsche Gesellschaft für Galvano- und Oberflächentechnik e. V.“ stiftete 1985, kurz nach dem Tod von Heinz Leuze, den „Heinz-Leuze-Preis“ in Anerkennung seiner Leistungen für die Weiterentwicklung der Galvanotechnik, insbesondere in der Publikation.[4]